# Gerhard Bronner
Gerhard Bronner (23 de octubre de 1922 - 19 de enero de 2007) fue un compositor, músico, artista de cabaret y autor de nacionalidad austríaca.

## Biografía

### Primeros años – Emigración y retorno
Nacido en Viena, Austria, en el distrito Favoriten de esa ciudad en el seno de una familia modesta, era el tercer hijo de la pareja formada por Jakob y Rosa Bronner, un tapicero y una costurera de origen judío.
Los hermanos mayores de Gerhard Bronner, Emil y Oskar, fueron unos dedicados socialdemócratas, activos con la Republikanischer Schutzbund, muriendo Emil durante la guerra civil austríaca.
Siendo niño, y a través de sus hermanos, Bronner conoció a jóvenes socialistas de la época, así como al que fue posterior Canciller de Austria, Bruno Kreisky. Uno de sus amigos de la escuela fue el futuro actor Otto Tausig. 
Gerhard Bronner hizo sus primeros intentos musicales en la organización juvenil Rote Falken, a la que le había llevado su hermano Oskar. Allí tocó como primer tambor, y después la guitarra. Oskar reconoció su talento, por lo que decidió proporcionarle educación musical. Unos dos años después, Bronner tuvo la oportunidad de ver actuar al artista de cabaret Hermann Leopoldi, decidiéndose ser humorista musical.  
Aunque Bronner siempre profesó la cultura judía, no fue un hombre religioso. Hasta 1935 asistió a la escuela secundaria, abandonando los estudios en invierno por sus malos resultados. En 1938 perdió su trabajo como aprendiz de un decorador de escaparates tras producirse el Anschluss. Además, su padre y su hermano fueron encarcelados en el campo de concentración de Dachau. Debido a todo ello y a su situación financiera, en mayo de 1938, a los 15 años de edad, Gerhard Bronner cruzó la frontera hacia Checoslovaquia. Ese mismo año murió su hermano Oskar en Dachau, siendo liberado su padre en verano.
Gerhard Bronner vivió primero en Brno, donde trabajó limpiando ventanas, llevando equipajes y como cantante callejero. Tras conseguir un segundo permiso de residencia expedido por la Liga de derechos humanos a nombre de Harry Braun. Sin embargo, con la firma de los Acuerdos de Múnich todos los refugiados hubieron de abandonar Checoslovaquia.
Bronner pudo llegar finalmente a Constanza, desde donde pudo llegar en barco a Palestina. Uno de sus antiguos amigos, que le ayudó en varias ocasiones, fue Erich Lessing.
Bronner hubo de ganarse la vida como cantante callejero, pianista de bar y compositor, llegando finalmente a ser jefe musical de la BBC en Palestina. Cuando los británicos se retiraron del territorio en 1948, fue invitado a trabajar en la BBC en Londres. Sin embargo, el viaje se pospuso, y Bronner en su lugar empezó a trabajar para la emisora Rot-Weiß-Rot, en Austria. En esa época inició amistad con Hans Weigel, que le animó a quedarse en Viena. 

### Carrera en cabaret
El 12 de noviembre de 1952 se estrenó la revista de cabaret Brettl vor'm Kopf. Los quince números del programa fueron escritos por Gerhard Bronner, Michael Kehlmann, Carl Merz y Helmut Qualtinger. Sin embargo, Gerhard Bronner y Michael Kehlmann fueron a Hamburgo, pues iniciaba sus emisiones la primera cadena televisiva en alemán, y ellos querían participar en el proyecto. Bronner fue hasta 1955 director musical del departamento de entretenimiento de Norddeutscher Rundfunk, donde escribió la versión alemana de la canción austríaca Der g’schupfte Ferdl, que tituló como Der blasse Gustav, y que en la época fue interpretada por conjuntos como Die drei Jools o Die drei Travellers.
En 1955 Gerhard Bronner arrendó en Viena el Marietta-Bar, que pronto se convirtió en un popular lugar de encuentro de artistas, y en el que colaboró con Peter Wehle y Georg Kreisler. En 1956 arrendó junto a Kreisler el Theater im Zentrum de Viena. Allí el grupo Namenloses Ensemble (junto con Gerhard Bronner, Merz, Qualtinger, Kehlmann, Kreisler, Wehle y Louise Martini) llevó a cabo el programa de cabaret Blattl vor'm Mund. Cuando finalizó el contrato en 1958, llevaron a cabo el programa Spiegel vor'm Gsicht en la emisora televisiva ORF. 
En 1959 Gerhard Bronner se hizo cargo del StadtTheater Walfischgasse, estrenando el programa Dachl überm Kopf. Cuando el grupo se disolvió en 1961, especialmente como resultado de la partida de Qualtinger, formó un nuevo conjunto con el programa „Wedel sei der Mensch“, contando con Felix Dvorak, que más adelante fue un destacado comediante teatral y televisivo. Gerhard Bronner continuó en el Theater hasta el año 1966.
En los años 1960 Bronner participó en el elenco del programa televisivo dedicado al cabaret Das Zeitventil: Das aktuelle Fernsehbrettl, que obtuvo un gran éxito. En las emisiones aparecían Peter Wehle, Kurt Sobotka, Max Böhm, Ernst Stankovski, Peter Orthofer, Gerhard Steffen, Eva Pilz, Peter Frick, Heinz Holecek, Edith Leyrer, Johann Sklenka y Dolores Schmidinger. Entre otros temas propios del cabaret, trataban con agilidad sobre la actualidad política de Austria.
Bronner no solo trabajó con conocidos artistas de cabaret, sino que también descubrió jóvenes talentos a los que escribió canciones. Así, Marianne Mendt fue intérprete del tema Glock'n, die 24 Stundn leit.
Además, desde 1979 a 1988, Gerhard Bronner dirigió el Kabarett Fledermaus, el antiguo Marietta-Bar.

### Últimos años
Para la ORF y para la Süddeutscher Rundfunk, Bronner presentó Schlager für Fortgeschrittene y trabajó en el cabaret radiofónico Der Guglhupf. Al igual que en el Fledermaus, Bronner colaboró con Wehle. Otro artista de cabaret con el que actuó fue Lore Krainer. 
Bronner fue traductor de las sátiras de Efraim Kishón (tras la muerte de Friedrich Torberg en 1979), y en 1969 creó la versión vienesa de My Fair Lady y editó el musical Cabaret.
En 1988 Gerhard Bronner decidió mudarse a Estados Unidos, estableciéndose en Florida. Poco después de ello, Bronner afirmaba que los periódicos vieneses le acusaron de evadir impuestos. Sin embargo, según él el motivo del viaje fue la soledad ante la desaparición paulatina de sus compañeros Friedrich Torberg, Robert Gilbert, Carl Merz y Helmut Qualtinger. Además, en junio de 1986 Kurt Waldheim fue elegido Presidente de Austria, con lo cual opinaba que el antisemitismo podía volver a ser aceptable, habiendo recibido, de hecho, diferentes comunicaciones de ese estilo. Aun así, ante la posible sentencia de prisión por evadir impuestos, decidió permanecer en Florida. Una campaña de recaudación de fondos entre amigos y admiradores iniciada por Robert Jungbluth permitió a Bronner pagar su multa (el contribuyente ya había saldado la deuda tributaria mediante la incautación de los honorarios del artista). Finalmente, en 1993 Bronner volvió a Viena, donde actuó de nuevo.
El 31 de diciembre de 2006 actuó en el Theater Akzent de Viena, representación que fue grabada. En la misma, Bronner cantó algunos de sus grandes éxitos, entre ellos Der g’schupfte Ferdl y Der Papa wird's schon richten.

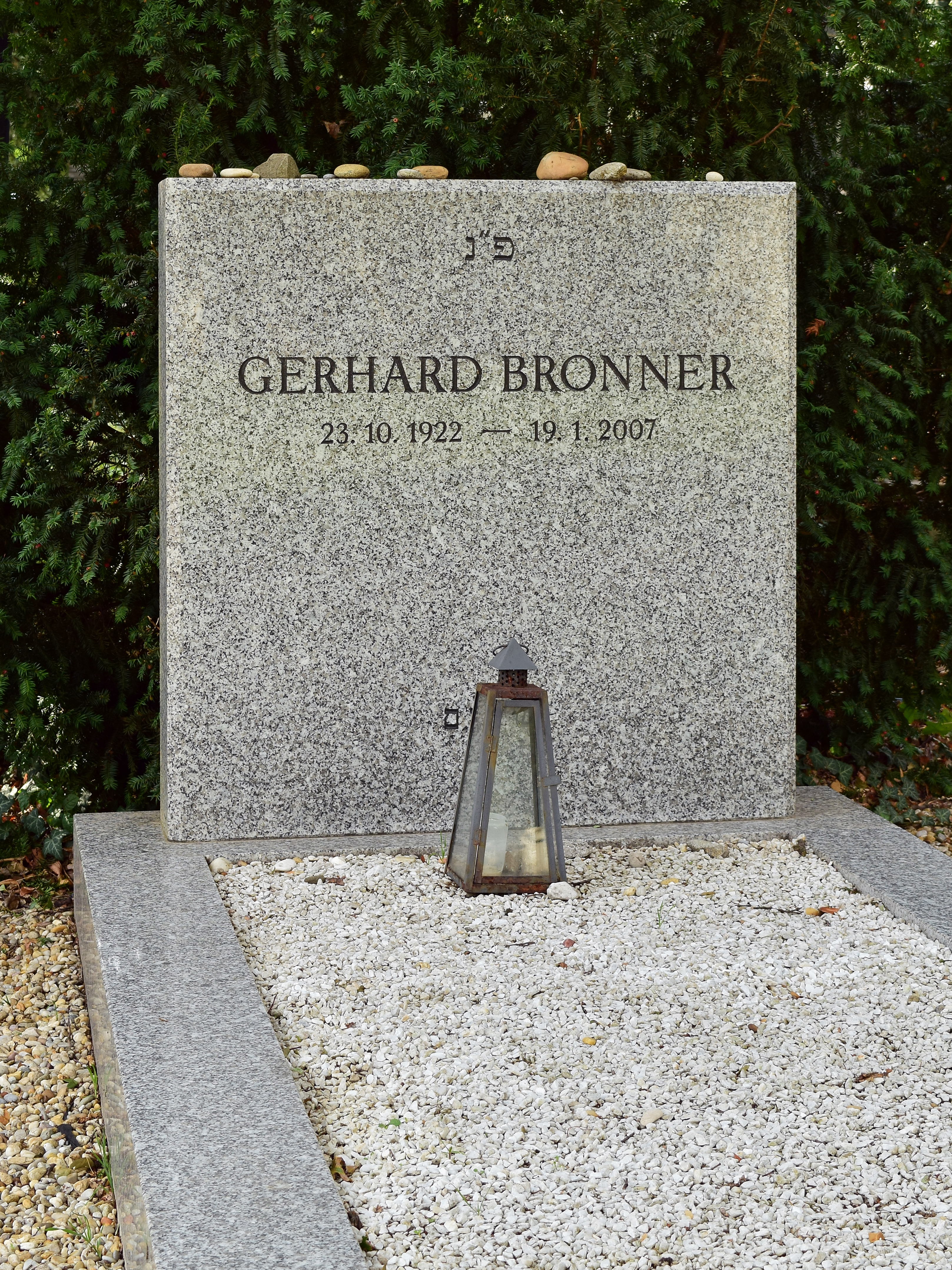
Tumba de Bronner en el Cementerio central de Viena

Gerhard Bronner falleció el 19 de enero de 2007 en un hospital de Viena a consecuencia de una accidente cerebrovascular. Tenía 84 años de edad. Su funeral se celebró el 26 de enero en el Cementerio central de Viena, donde fue enterrado en una tumba honorífica junto a los escritores Arthur Schnitzler y Friedrich Torberg.

### Familia
Bronner se casó tres veces. Fruto de su primer matrimonio es su hijo Oscar Bronner, fundador y editor del diario Der Standard. Su segunda esposa fue la actriz Bruni Löbel, con la que tuvo a su hijo Felix, pianista. De su tercer matrimonio tuvo a David Bronner (productor musical) y Vivien (productora y guionista televisiva). La tercera esposa de Bronner, Margaret, falleció a los 41 años a causa de un cáncer.

## Premios
- 1978 : Condecoración austríaca de las ciencias y las artes[4][5]
- 1979 : Anillo Johann Nestroy
- 2002 : Medalla de oro de la ciudad de Viena
- 2005 : Deutscher Kleinkunstpreis

## Obra

### Canciones conocidas
- „Der g’schupfte Ferdl“, 1952 (en alemán hochdeutsch „Der blasse Gustav“, 1953, y en inglés „Dirty Ferdy“ – Georg Kreisler, 1958)
- „Der Halbwilde“ (otro título: „Der Wilde mit seiner Maschin' “), 1956
- „Der Bundesbahnblues“, 1956
- „Der Karajanuskopf“, 1956
- „Weil mir so fad is' “, 1957
- „Der Jedermann-Kollapso“, 1957
- „Die alte Engelmacherin“, 1957
- „Der Papa wird's schon richten“, 1958
- „Der Cocktail-Bolero“, 1959
- „Die Pizzi K. und die Kato Polka“ (otro título: „Die Demelinerinnen“), 1959
- „Das Holzhackerlied“, 1959
- „Selbst ist das Mannequin“, 1960
- „Die Unterentwickelten“, 1960
- „Krügel vor'm G'sicht“, 1960
- „Meinem Kind“, 1960

### Programas de cabaret
- „Brettl vor'm Kopf“, con Michael Kehlmann, Carl Merz, Helmut Qualtinger, Susi Nicoletti, 1952, en „Kleinen Theater im Konzerthaus“
- „Blattl vor'm Mund“, con Carl Merz, Helmut Qualtinger, Kurt Jaggberg, Georg Kreisler, Peter Wehle, Louise Martini, Laszlo Gati y Norbert Kamill, 1956, en „Intimen Theater“
- „Brettl vor'm Klavier“, con Peter Wehle, Georg Kreisler y Herbert Prikopa, 1957, en „Intimen Theater“
- „Glasl vor'm Aug“, con Helmut Qualtinger, Peter Wehle, Carl Merz, Louise Martini, Georg Kreisler, Johann Sklenka, Karl Hackenberg y Rosemarie Thon, 1957, en „Intimen Theater“
- „Spiegel vor'm Gsicht“, con Peter Wehle, Helmut Qualtinger, Carl Merz, Louise Martini, Georg Kreisler y Karl Hackenberg, 1958/59 (producción televisiva, 10 emisiones)
- „Dachl über'm Kopf“, con Peter Wehle, Helmut Qualtinger, Carl Merz, Georg Kreisler, Louise Martini, Johann Sklenka y Nikolaus Haenel, 1959, en „Kärntnertortheater“
- „Hackl vor'm Kreuz“, con Peter Wehle, Helmut Qualtinger, Carl Merz, Louise Martini, Johann Sklenka, Kurt Sobotka y Eva Pilz, 1959, en „Kärntnertortheater“
- „Wedel sei der Mensch“, con Eva Pilz, Peter Orthofer, Kuno Knöbl y Felix Dvorak, 1961, en „Neuen Theater am Kärntnertor“

## Escritos
- Spiegel vorm Gesicht. Erinnerungen. Deutsche Verlags-Anstalt, Múnich 2004, ISBN 3-421-05812-1.
- Die goldene Zeit des Wiener Cabarets (plus CD). Hannibal Verlag, St. Andrä-Wördern 1995, ISBN 3-85445-115-6.
- Meine Jahre mit Qualtinger. Amalthea Verlag, Viena 2003, ISBN 3-85002-499-7.
- Tränen gelacht. Der jüdische Humor. Amalthea, Viena 1999, ISBN 3-85002-439-3.
- Kein Blattl vor’m Mund. Ein ungeschriebenes Buch. Prólogo de Lore Krainer, Epílogo de Fritz Muliar, Peter Orthofer, Erwin Steinhauer u. a. Astor Verlag, Viena 1992, ISBN 3-900277-16-8.